# 宗座禮儀慶典處
宗座禮儀慶典處（拉丁語：Officium de Liturgicis Celebrationibus Summi Pontificis；意大利語：Ufficio delle Celebrazioni Liturgiche del Sommo Pontefice）是羅馬教廷的一個部門，負責組織，協助和籌備由教宗主持的禮儀或其他儀式。
該部門由「宗座禮儀長」（又稱「宗座總禮節司」或「教宗司禮長」）領導，由教宗委任，任期五年。

## 簡介
除了負責組織，協助和籌備由教宗主持的禮儀或其他儀式之外，該部門還會在其他禮儀場合中協助樞機，例如教宗選舉秘密會議。
宗座禮儀長旗下有數名「宗座禮節司」協助，他們有時在教廷內部擔任其他公職，最近一次的任命是於2021年10月11日，現時總共有8名宗座禮節司。
此外，當一位主教被冊封為樞機的時候，宗座禮儀慶典處會指派一位來自該部門的宗座禮節司為其服務。

## 宗座禮儀長列表
- 方濟各·里吉（1895年 - 1918年）
- 嘉祿·雷斯皮基（英语：Carlo Respighi）（1918年 - 1947年）
- 恩里科·但丁（英语：Enrico Dante）（1947年 - 1965年）
- 職位空缺（1965年 - 1970年）
- 維爾吉利奧·諾埃（英语：Virgilio Noè） (1970年1月9日 - 1982年1月30日)
- 若望·馬吉（英语：John Magee (bishop)）（1982年3月6日 - 1987年2月11日）
- 伯多祿·馬里尼（英语：Piero Marini）（1987年2月11日 - 2007年10月1日）
- 奎多·馬里尼（2007年10月1日 - 2021年8月29日）
- 雅各伯·若望·拉韋利（2021年8月29日 - 至今）